# Gare de Tavriysk
La gare de Tavriysk, (ukrainien : Таврійськ (станція), russe :Таврическ (станция)) est une gare ferroviaire ukrainienne située dans l'oblast de Zaporijia.

## Situation ferroviaire
Elle se situe dans la ville de Vassylivka.

## Histoire
Elle fut construite en 1874 sous le nom Vasylivka, puis changeai t de nom en 1896 pour être connue comme gare de Popove. Elle se trouve au nœud des lignes Gare de Zaporijia-I à gare de Fedorivka et Tavriysk - Kakhovske.

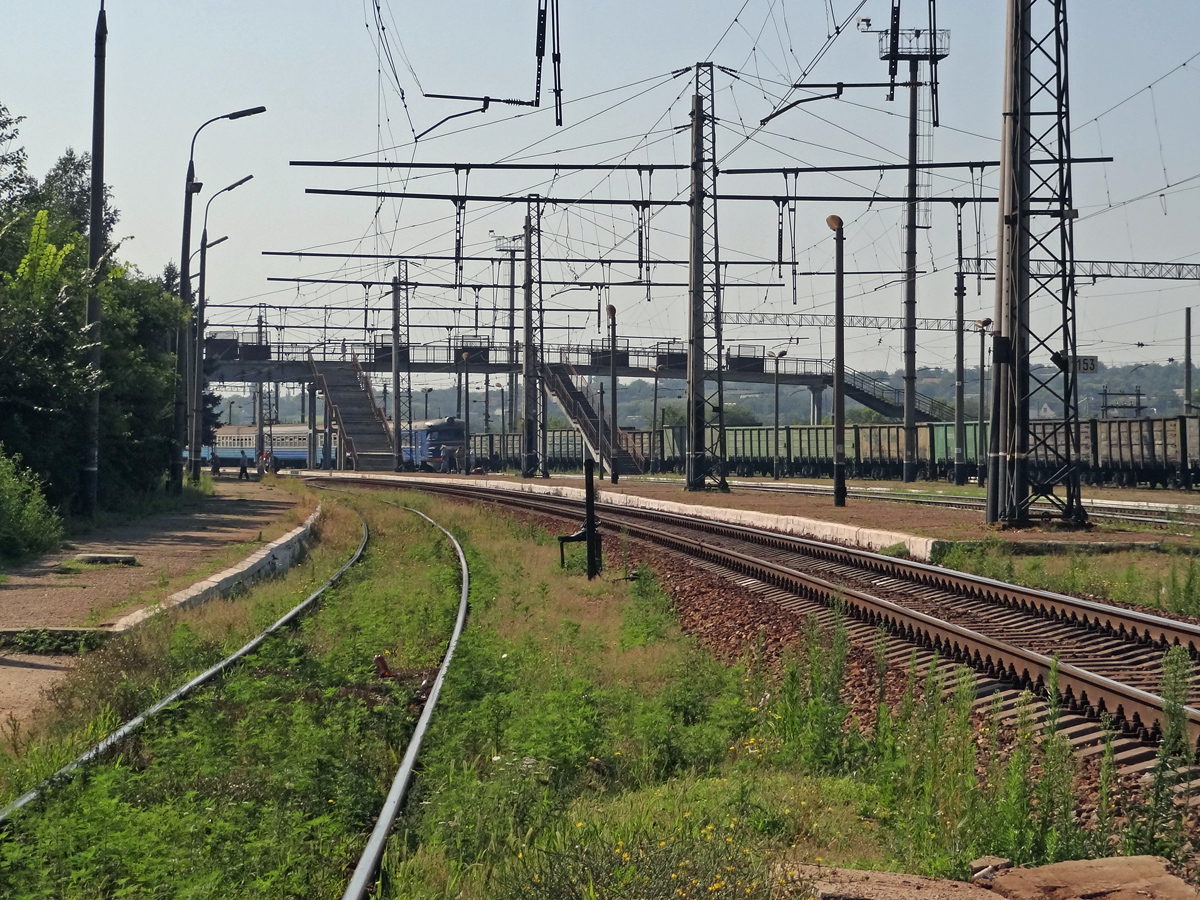
Voies et passerelles.